# Roatán (miasto)
Roatán (ang. Coxen Hole) – miasto w Hondurasie, największa miejscowość na wyspie Roatán, 55 km na północ od brzegu stałego lądu państwa, stolica departamentu Islas de la Bahía (ang. Bay Islands). W 2001 roku miasto liczyło 17 415 mieszkańców, z czego 8 471 to mężczyźni a 8 944 to kobiety. W mieście znajduje się modernistyczny budynek Zboru Baptystów, niewielki stadion piłkarski i cywilno-wojskowy port lotniczy Juan Manuel Gálvez. 150 m południe od miasta znajduje się wysepka Maya Cay.

## Galeria

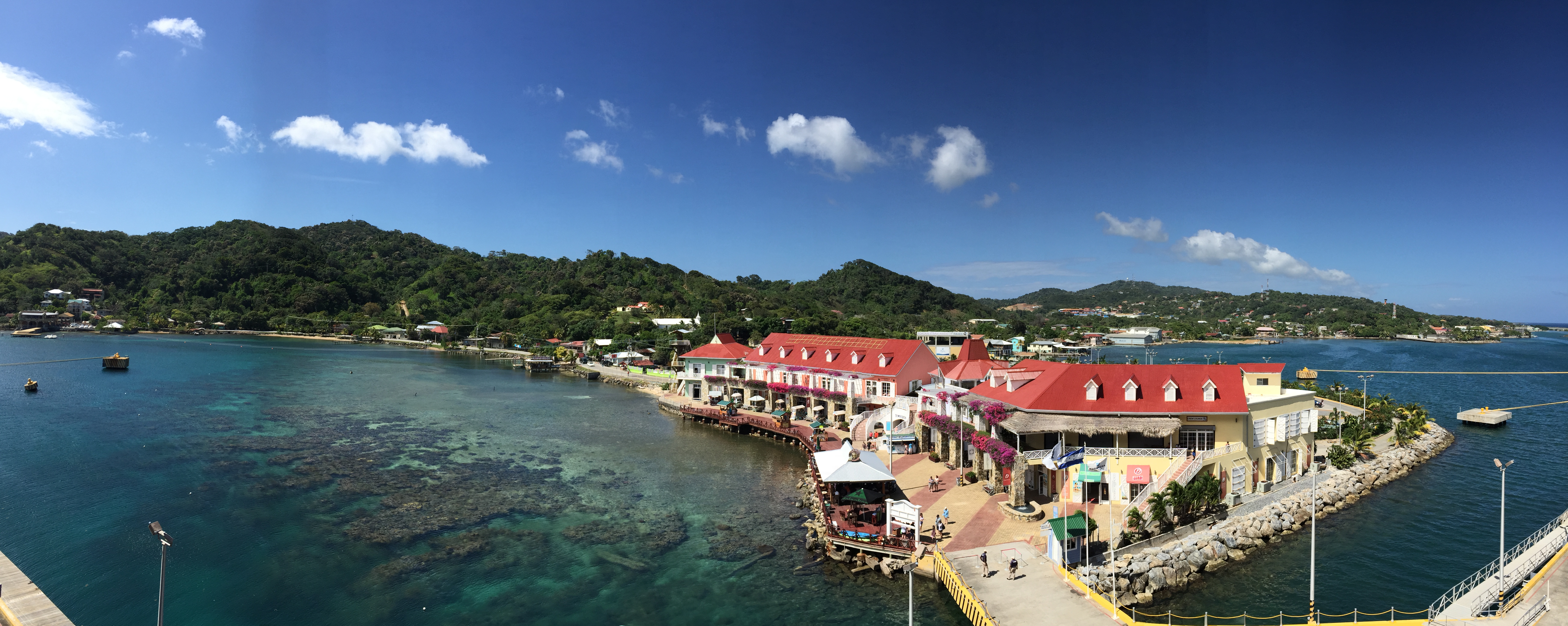
Jeden z kurortów
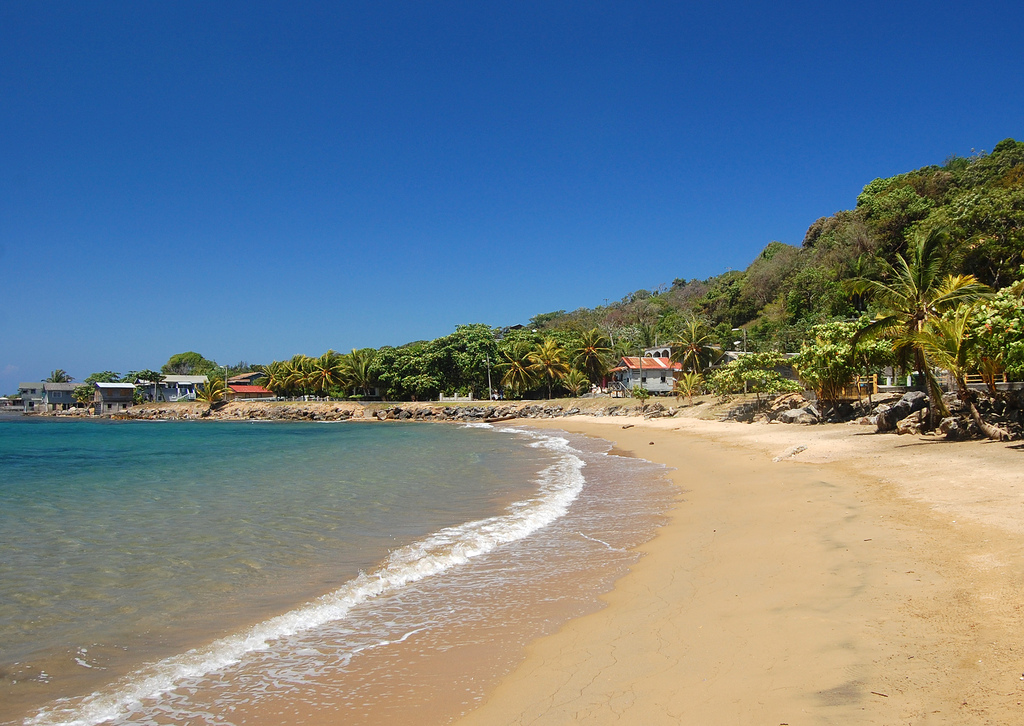
Plaża w Roatán
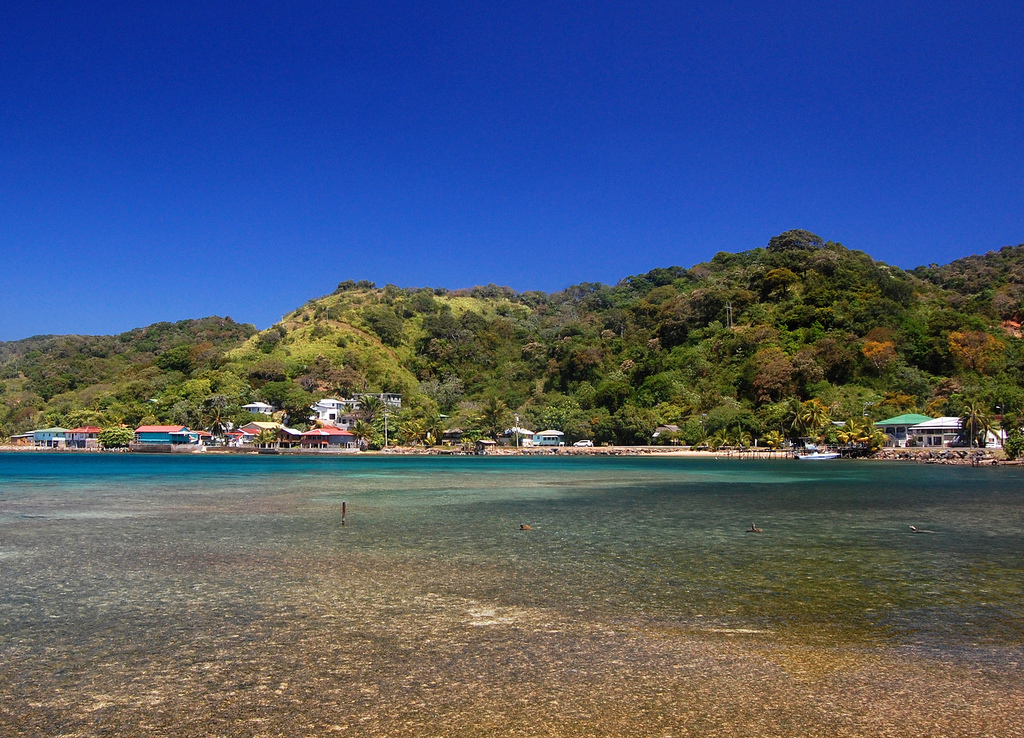
Widok na wybrzeże
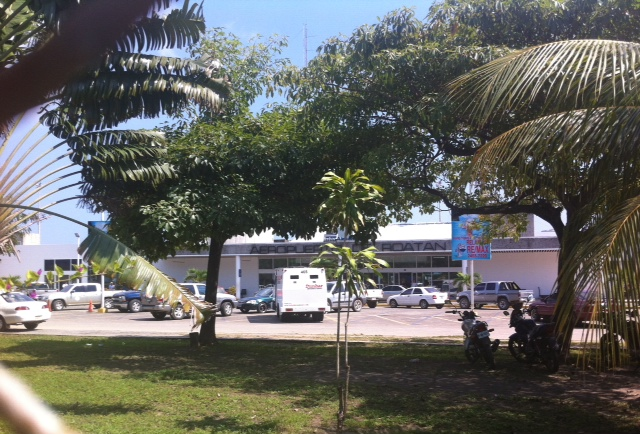
Port lotniczy Juan Manuel Gálvez